# Grotte Én
La grotte Én, mieux connue comme la grotte Hang Én (du vietnamien Hang Én signifiant Caverne aux hirondelles), se trouve dans le district de Bo Trach, dans le nord de Đồng Hới, dans la province de Quảng Bình au Viêt Nam. Elle fait partie du parc national de Phong Nha-Kẻ Bàng, près de la frontière avec le Laos. Elle est actuellement considérée comme la 3e plus vaste galerie souterraine au monde.

## Découverte
Hang Én a été explorée pour la première fois par des spéléologues britanniques en 1994, bien que sa localisation ait été depuis longtemps connue. En effet, elle servait notamment de refuge aux populations locales lors d'intempéries.

## Description
Actuellement considérée comme la troisième plus grande grotte au monde, Hang Én s'étend sur plus de 2 km dans le parc national de Phong Nha-Ke Bang.
Il existe trois entrées, dont la plus grande et plus connue mesure plus de 120 m de hauteur pour 140 m de largeur.